# Edvaldo Alves de Santa Rosa
Edvaldo Alves de Santa Rosa (Maceió, 26 maart 1934 - Rio de Janeiro, 17 september 2002) was een Braziliaans profvoetballer, beter bekend onder zijn spelersnaam Dida. Hij speelde een groot deel van zijn carrière voor Flamengo.

## Biografie
Dida begon zijn carrière bij CSA uit zijn geboortestad. In 1952 won hij er het Campeonato Alagoano mee. Hij werd in 1954 opgemerkt door Flamengo en trok dat jaar naar de toenmalige Braziliaanse hoofdstad Rio. Hier behaalde hij grote successen en won met de club vier keer het Campeonato Carioca, één keer het Torneio Rio-São Paulo en nog vele kleinere toernooien. Hij was de grootste spits in de clubgeschiedenis tot Zico kwam. Na negen jaar verliet hij de club voor Portuguesa en hij beëindigde zijn carrière bij het Colombiaanse Atlético Junior.
Hij speelde ook enkele wedstrijden voor het nationale elftal en zat in de selectie voor het WK 1958. Hij blesseerde zich in de eerste wedstrijd tegen Oostenrijk en werd daarna vervangen door Pelé, die hier doorbrak. Brazilië zou de wereldbeker dat jaar ook binnen halen.
Hij overleed op 68-jarige leeftijd door ademhalingsproblemen en leverfalen.
1 Castilho ·
2 Bellini  ·
3 Nílton Santos ·
4 Djalma Santos ·
5 Dino Sani ·
6 Didi ·
7 Zagallo ·
8 Oreco ·
9 Zózimo ·
10 Pelé ·
11 Garrincha ·
12 Gilmar ·
13 Moacir ·
14 De Sordi ·
15 Orlando ·
16 Mauro Ramos ·
17 Joel ·
18 Altafini ·
19 Zito ·
20 Vava ·
21 Dida ·
22 Pepe ·
Coach: Feola